# Град Чапљина
Град Чапљина је јединица локалне самоуправе у Херцеговачко-неретванском кантону, Федерација БиХ, Босна и Херцеговина. Седиште је у месту Чапљини. Према попису из 2013. године на подручју града живело је 26.157 становника.

## Географија
Град Чапљина је смештен у доњем сливу реке Неретве, на југу Херцеговине, 30 км удаљености од Јадранског мора. Кроз територију града пролазе важни путни и железнички правци који спајају Јадранско море са средњом Европом. Подручје карактерише типичан крашки рељеф, уз појаву многобројних шкрапа, вртача, увала, поља, језера, мочвара и речних наноса уз Неретву, чинећи плодну алувијалну долину делте Неретве. Надморска висина се креће од 2,5 м у мочварним и алувијалном делу делте до преко 500 м у околним побрђима. Клима је субмедитеранска, са благим зимама и топлим летима уз умерене падавине током јесени и пролећа. Град пресецају четири реке: Неретва, Брегава, Требижат и Крупа, градећи плодну равницу која се наставља на територију Хрватске.

## Насељена места
Град Чапљина обухвата 32 насељена места. На попису 2013. године Срби су били већина у месту Пребиловци, Бошњаци у местима Јасеница, Опличићи, Почитељ, Станојевићи и Шеваш Њиве, док у осталима већина су били Хрвати, осим Дубравице која није имала становника.
| - Бајовци - Бивоље Брдо - Вишићи - Габела - Гњилишта - Горица - Грабовина - Дољани | - Домановићи - Драчево - Дретељ - Дубравица - Звировићи - Јасеница - Клепци - Локве | - Опличићи - Почитељ - Пребиловци - Прћавци - Свитава - Сјекосе - Станојевићи - Струге | - Тасовчићи - Требижат - Хотањ - Црнићи - Чапљина - Чељево - Шеваш Њиве - Шурманци |

## Становништво
Према попису становништва из 1991. године, на територији некадашње општине Чапљина је живело 27.882 становника, од чега око 54% су били Хрвати, 27,5% Муслимани, 13,5% Срби и 3,8% Југословени.
| Национални састав према попису из 1991.‍ | Национални састав према попису из 1991.‍ | Национални састав према попису из 1991.‍ | Национални састав према попису из 1991.‍ | Национални састав према попису из 1991.‍ |
| --------------------------------------- | --------------------------------------- | --------------------------------------- | --------------------------------------- | --------------------------------------- |
|                                         |                                         |                                         |                                         |                                         |
| Хрвати                                  | Хрвати                                  |                                         | 14.969                                  | 53,68%                                  |
| Муслимани                               | Муслимани                               |                                         | 7.672                                   | 27,52%                                  |
| Срби                                    | Срби                                    |                                         | 3.753                                   | 13,46%                                  |
| Југословени                             | Југословени                             |                                         | 1.047                                   | 3,75%                                   |
| остали и непознато                      | остали и непознато                      |                                         | 441                                     | 1,58%                                   |
| Укупно: 27.882                          |                                         |                                         |                                         |                                         |

На попису становништва 2013. године, град Чапљина је имао 26.157 становника.
| Национални састав према попису из 2013.‍ | Национални састав према попису из 2013.‍ | Национални састав према попису из 2013.‍ | Национални састав према попису из 2013.‍ | Национални састав према попису из 2013.‍ |
| --------------------------------------- | --------------------------------------- | --------------------------------------- | --------------------------------------- | --------------------------------------- |
|                                         |                                         |                                         |                                         |                                         |
| Хрвати                                  | Хрвати                                  |                                         | 20.538                                  | 78,52%                                  |
| Бошњаци                                 | Бошњаци                                 |                                         | 4.541                                   | 17,36%                                  |
| Срби                                    | Срби                                    |                                         | 714                                     | 2,73%                                   |
| остали и непознато                      | остали и непознато                      |                                         | 364                                     | 1,39%                                   |
| Укупно: 26.157                          |                                         |                                         |                                         |                                         |